# Дзержинець (футбольний клуб)
«Дзержинець» — радянський футбольний клуб з Дзержинська. Заснований в 1950 році.

## Назви
- 1950—1963 — «Шахтар»;
- 1964—1967 — «Старт»;
- з 1968 року — «Дзержинець».

## Досягнення
- У другій лізі — 15 місце (в зоні УРСР класу «Б» 1967 рік).
- В кубку — поразка в 1/4 зонального фіналу (1966/1967).

## Відомі гравці
- Ануфрієнко Володимир Миколайович
- Грачов Віктор Олександрович